# Pachygaster alpina
Pachygaster alpina är en tvåvingeart som beskrevs av Lioy 1864. Pachygaster alpina ingår i släktet Pachygaster och familjen vapenflugor.
Artens utbredningsområde är Italien. Inga underarter finns listade i Catalogue of Life.